# 加尔普许坦国家公园
加尔普许坦国家公园（瑞典語：Garphyttans nationalpark）是瑞典的一座國家公園，位於瑞典的中部地區。加尔普许坦国家公园成立於1909年，面積1.11 km2（0.43 sq mi），是瑞典第一批國家公園之一 but was in existence as early as 1857.。